# Maria Thorisdottir
Maria Thorisdottir (isländska: María Þórisdóttir), född 5 juni 1993 i Stavanger, är en norsk fotbolls- och tidigare handbollsspelare, som spelar för engelska Brighton & Hove Albion. 
Maria Thorisdottir är dotter till norska handbollslandslagets förbundskapten Thorir Hergeirsson. Hon har tidigare spelat i norska elitserien i handboll för både Sola Håndball och Stabæk IF

## Klubbkarriär
Thorisdottir har spelat fotboll i Klepp IL och engelska Chelsea. 
Den 22 januari 2021 värvades Thorisdottir av Manchester United, där hon skrev på ett 2,5-årskontrakt med option på ytterligare ett år.

## Landslagskarriär
Thorisdottir var uttagen till den norska truppen till fotbolls-VM i Kanada 2015 och VM i Frankrike år 2019.